# 레스푸블리카-아타 주르트
레스푸블리카-아타 주르트(키르기스어: Республика–Ата Журт)는 키르기스스탄의 자유주의 정당이다. 레스푸블리카는 키르기스어로 "공화국"을, 아타 주르트는 키르기스어로 "조국"을 뜻한다. 2014년에 레스푸블리카와 아타 주르트가 합당하여 새로 창당하였다.